# Odilon-Jean Périer

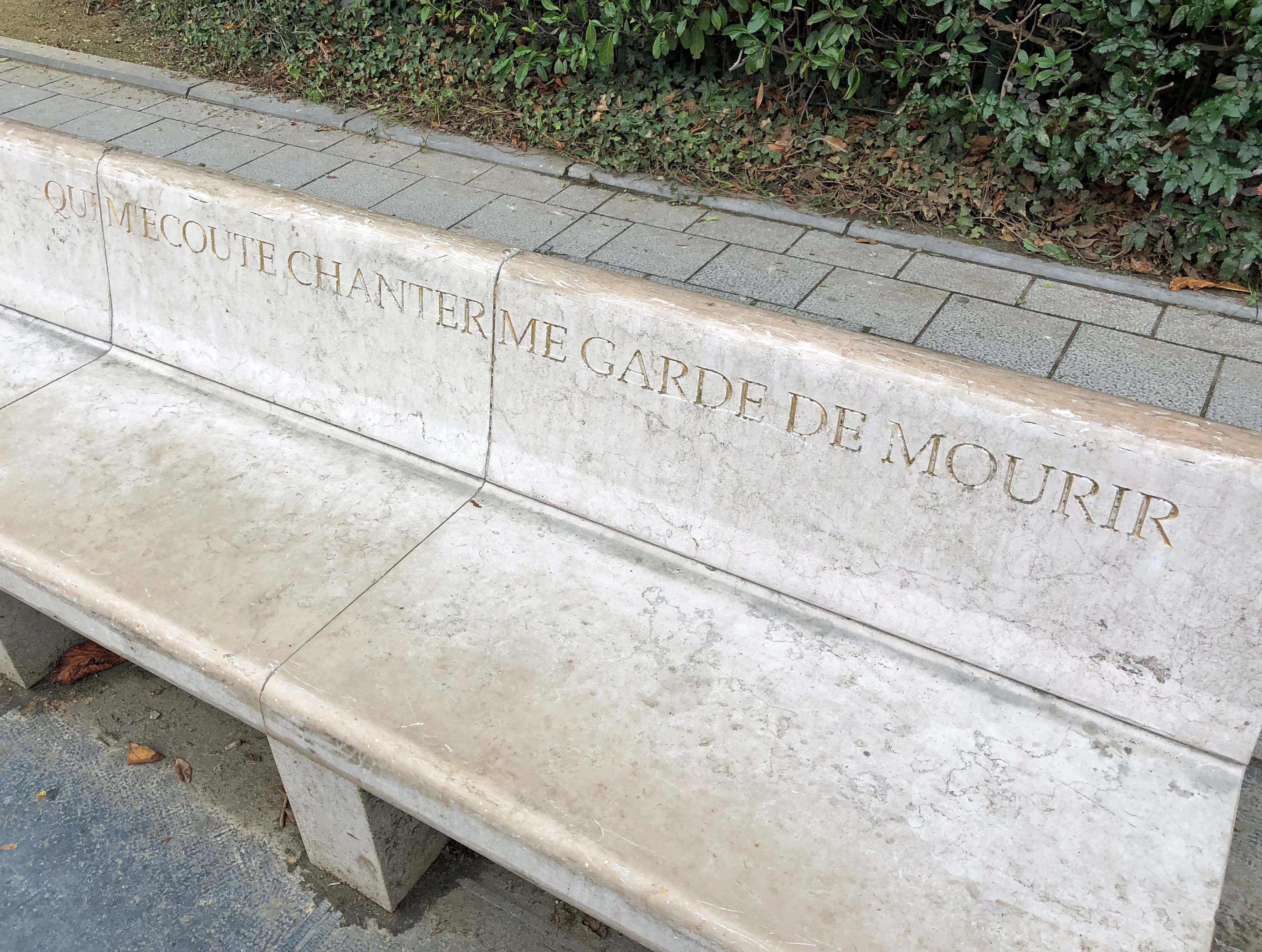
Bank am Brunnen des Dichters in Brüssel, die dem Dichter Odilon-Jean Périer gewidmet ist.

Odilon-Jean Périer (* 9. März 1901 in Brüssel; † 22. Februar 1928 ebenda) war ein belgischer Dichter und Schriftsteller französischer Sprache.

## Leben und Werk
Odilon-Jean Périer, Verwandter von Paul-Henri Spaak, war der Sohn eines Bankiers. Aus gesundheitlichen Gründen musste er sein Jurastudium unterbrechen und starb 1928 im Alter von 26 Jahren. Literarisch arbeitete er mit Franz Hellens zusammen und stand Henri Michaux nahe, ferner den Surrealisten um Paul Nougé. In Frankreich war er mit Jean Paulhan, Pascal Pia und Marcel Arland befreundet. Ab 1920 veröffentlichte er Dichtung, 1925 ein Theaterstück, 1926 einen Roman. André Gascht sah in ihm die führende literarische Persönlichkeit Belgiens der 1920er Jahre.

## Werke (Auswahl)
- Les Indifférents ou L’on s’amuse comme on peut. 1925. 1949. 1964. Cahiers du Rideau, Brüssel 1977. (Theaterstück)
- Le Passage des anges. Roman. Gallimard, Paris 1926. (zahlreiche Auflagen, zuletzt 2018)
- Poèmes. Gallimard, Paris 1952.
- Poèmes. J. Antoine, Brüssel 1979. (Vorwort von Norge)
- Le Promeneur. Choix de poèmes. Hrsg. Michel Bulteau. La Différence, Paris 1989.